# كين ستون (كاتب)
كين ستون (بالإنجليزية: Ken Stone)‏ هو كاتب أمريكي، ولد في 1962.